# Alfred Dirnberger
Alfred Dirnberger (* 19. Februar 1951 in Zwettl) ist ein ehemaliger österreichischer Politiker (ÖVP) und Privatangestellter. Er war von 1974 bis 1993 Abgeordneter zum Landtag von Niederösterreich.

## Leben
Dirnberger besuchte nach der Volksschule eine Hauptschule und absolvierte danach eine Handelsschule. Nach seiner Ausbildung arbeitete er ab 1951 als Bankangestellter und engagierte sich zwischen 1975 und 1980 als Landesobmannstellvertreter der Jungen Volkspartei. Des Weiteren war Dirnberger zwischen 1975 und 1977 als Gemeinderat in Zwettl aktiv und hatte zwischen 1989 und 1994 die Funktion des Landessekretärs des ÖAAB Niederösterreich inne. Zudem fungierte er zwischen 1991 und 2004 als Vizepräsident der Kammer für Arbeiter und Angestellte Niederösterreich und vertrat die ÖVP zwischen dem 4. November 1983 und dem 24. April 2003 im Niederösterreichischen Landtag.

## Auszeichnungen
- 1994: Großes Silbernes Ehrenzeichen für Verdienste um die Republik Österreich[1]